# Polymorphida
Polymorphida zijn een orde in de taxonomische indeling van de haakwormen, ongewervelde en parasitaire wormen die meestal 1 tot 2 cm lang worden. Polymorphida werd in 1956 beschreven door Petrochenko.

## Taxonomie
De volgende families zijn bij de orde ingedeeld:
- Plagiorhynchidae Golvan, 1960
- Polymorphidae Meyer, 1931